# ۱۰۶۵ (قمری)
۱۰۶۵ (قمری)، هزار و شصت و پنجمین سال در گاهشماری هجری قمری است. اول محرم این سال برابر با یازدهم نوامبر سال ۱۶۵۴ میلادی است.